# Андреев, Виктор Григорьевич
Ви́ктор Григо́рьевич Андре́ев (род. 15 октября 1941, Сталиногорск, Тульская область) — советский легкоатлет, специалист по бегу на короткие дистанции. Выступал на всесоюзном уровне в 1960-х годах, серебряный и бронзовый призёр чемпионатов СССР, обладатель серебряной медали Спартакиады народов СССР, победитель первенств всесоюзного и всероссийского значения. Представлял Новомосковск, спортивное общество «Спартак» и Профсоюзы. Мастер спорта СССР. Заслуженный работник физической культуры Российской Федерации.

## Биография
Виктор Андреев родился 15 октября 1941 года в городе Сталиногорске Тульской области. Окончил местную среднюю школу № 10, затем работал учеником токаря на Ремонтно-механическом заводе, проходил службу в армии.
Спортом увлекался с юных лет, пробовал себя в гимнастике, лыжных гонках, волейболе, а во время учёбы в школе сделал акцент на лёгкой атлетике. Тренировался у Семёна Семёновича Кузнецова и позднее Евгения Сергеевича Мудрова. Выступал за РСФСР, добровольное спортивное общество «Спартак» и ВЦСПС.
В 1964 году принял участие в чемпионате СССР в Киеве — в индивидуальном беге на 100 метров дошёл до стадии полуфиналов, тогда как в эстафете 4 × 100 метров вместе с партнёрами по спартаковской команде занял четвёртое место.
Первого серьёзного успеха на всесоюзном уровне добился в сезоне 1965 года, когда на чемпионате СССР в Алма-Ате с командой РСФСР выиграл бронзовую медаль в зачёте эстафеты 4 × 100 метров.
В 1966 году на чемпионате СССР по эстафетному бегу в Ленинакане в составе сборной Профсоюзов стал серебряным призёром в эстафете 4 × 100 метров, уступив лишь команде Вооружённых сил.
В 1967 году на чемпионате страны в рамках IV летней Спартакиады народов СССР в Москве с российской командой завоевал серебряную награду в эстафете 4 × 100 метров, пропустив вперёд только спринтеров из Москвы.
После завершения спортивной карьеры с 1969 года работал преподавателем в Новомосковском техникуме физической культуры и спорта (ныне Новомосковское училище олимпийского резерва). В 1972 году окончил Смоленский государственный институт физической культуры. Тренер высшей категории. Судья по лёгкой атлетике республиканской категории.
В 1980 году участвовал в эстафете олимпийского огня летних Олимпийских игр в Москве, бежал этап в Новомосковском районе.
Удостоен почётного звания «Заслуженный работник физической культуры Российской Федерации». Награждён знаками «Отличник физической культуры и спорта», «Ветеран ДСО „Спартак“ РФ», «Ветеран спорта РСФСР», медалями «За доблестный труд. В ознаменование 100-летия со дня рождения В. И. Ленина», «За развитие физической культуры и спорта в РФ», «Ветеран труда».
В 2021 году отметил 80-летний юбилей.